# 4대 사회악
4대 사회악은 대한민국의 제18대 대통령 박근혜가 18대 대통령 선거 후보자였을 때, 척결 또는 근절해야 할 4가지의 범죄로 발표한 공약으로, 대한민국 제18대 대통령으로 박근혜 대통령이 취임한 이후 경찰청의 관련 수사대 출범 및 박근혜 전대통령의 4대 사회악 척결을 위한 근본적인 대책 마련 지시에 의해 척결 또는 근절해야 할 범죄를 의미하는 단어이다.박근혜 대통령 "4대악 근절, 경찰이 역할해야" YTN, 2013.03.14</ref>

## 내용
4대 사회악은 아래와 같은 4가지의 범죄를 의미한다.
- 성폭력
- 학교 폭력
- 가정폭력
- 불량식품 유통